# Adolf Rieth

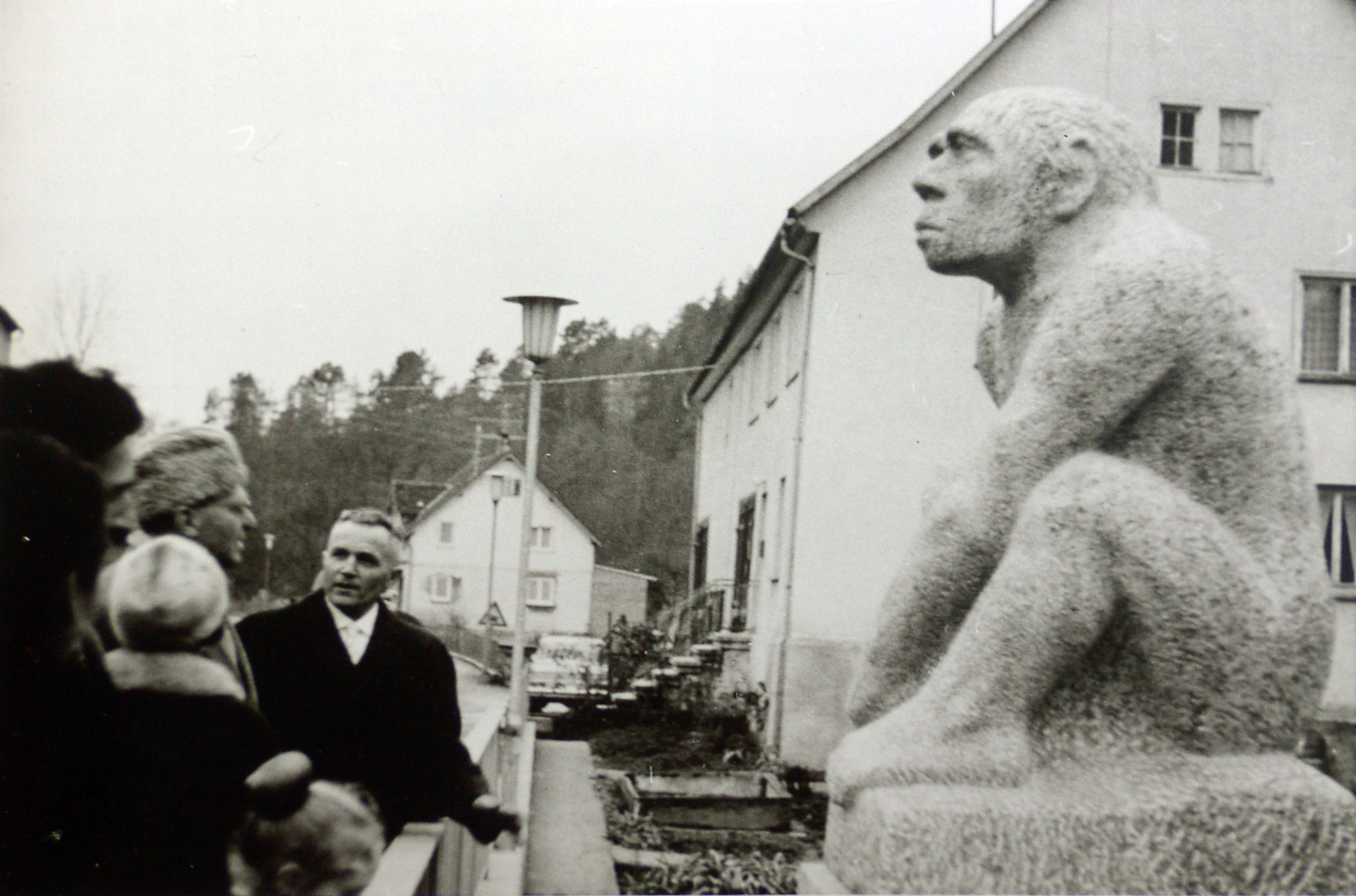
Aufstellung des von Adolf Rieth entworfenen Neandertaler-Denkmals am 31. Dezember 1965 in Veringenstadt

Gustav Adolf Rieth (* 14. September 1902 in Reutlingen; † 14. November 1984 in Tübingen) war ein deutscher Prähistoriker. Er war als Landeskonservator und Leiter des Staatlichen Amtes für Denkmalpflege in Tübingen tätig.

## Leben
Adolf Rieth widmete sich dem Studium der Naturwissenschaften an der Universität Tübingen, das er 1926 im Hauptfach Geographie und im Nebenfach Vorgeschichte mit der Promotion abschloss.
Von 1941 bis 1943 war er als Konservator beim Staatlichen Bevollmächtigten für Ur- und Frühgeschichte im Elsaß in Straßburg tätig, wo er im Jahr 1944 habilitierte. Zwischen 1945 und 1953 war er als Leiter des Landesamtes für Denkmalpflege in Württemberg-Hohenzollern und von 1953 bis 1967 als Leiter des neu gebildeten Staatlichen Amtes für Denkmalpflege in Tübingen in der archäologischen Denkmalpflege tätig. Ein weiterer Schwerpunkt seiner Arbeit lag dort bei der Anlage und Gestaltung von Friedhöfen und Mahnmalen für KZ-Opfer.
Von 1952 bis 1970 war Rieth zusätzlich Dozent für Vorgeschichte an der Universität Tübingen.
Abgesehen von seiner Bedeutung für die Landesarchäologie ist Rieth durch verschiedene Publikationen zur vorgeschichtlichen Technik und als Kunstsammler bekannt geworden. Teile der „Sammlung Rieth“ wurden in den Jahren 1987 und 1990/91 in die Graphische Sammlung der Universität Tübingen übernommen.

## Familie
Adolf Rieth war mit der SPD-Kommunalpolitikerin und Kunstsammlerin Hedwig Rieth (geb. Schradin, 1910–2006) verheiratet; seine Schwiegermutter war die württembergische Landtagsabgeordnete und Frauenrechtlerin Laura Schradin.

## Veröffentlichungen (Auswahl)
- mit Eduard Peters: Die Höhlen von Veringenstadt und ihre Bedeutung für die Vor- und Frühgeschichte Hohenzollerns. In: Verein für Geschichte, Kultur und Landeskunde Hohenzollerns (Hrsg.): Hohenzollerische Jahreshefte. Band 3, 1936, S. 240–264.
- Vorgeschichte der Schwäbischen Alb unter besonderer Berücksichtigung des Fundbestandes der mittleren Alb (= Mannus-Bücherei 61). Kabitzsch Verlag, Leipzig 1938 DNB 362165262.
- Zur Technik antiker und prähistorischer Kunst. Das Holzdrechseln. In: Internationales Jahrbuch für prähistorische und ethnographische Kunst. Band 13/14, 1938/40, S. 85ff.
- Die Eisentechnik der Hallstattzeit (= Mannus-Bücherei 70). Ambrosius 1942, Leipzig 1942
- mit Günter Groschopf: Die Entwicklung der Töpferscheibe: 5000 Jahre Töpferscheibe. Kabitzsch Verlag, Leipzig 1939 (Nachfolgerausgabe: 5000 Jahre Töpferscheibe. Jan Thorbecke Verlag, Konstanz 1960 DNB 36162493X).
- Die Ur- und Frühgeschichte Hohenzollerns im Spiegel seiner Landessammlung. Deutscher Kunstverlag, München 1970.